# Stjepan II. Antiohijski
Stjepan II. (umro 479.) bio je patrijarh Antiohije od 477. do svoje smrti.

## Životopis
Nepoznato je kada je Stjepan rođen. Postao je patrijarh 477. godine te je tako naslijedio Ivana II. Kodonata, koji je protjeran nakon što je bio patrijarh tri mjeseca. Stjepan je ubijen 479. te ga je naslijedio Kalandion.